# Рахманов, Иван Фёдорович
Иван Фёдорович Рахманов (1883—1957) — советский московский скульптор.

## Биография
Родился в 1883 году в Москве. Его отец, Фёдор Семёнович Рахманов (1848—1914), происходивший из семьи купцов-старообрядцев Рахмановых, был потомственным почётным гражданином и крупным хлеботорговцем. Мать, Ольга Викторовна (1851—1942), происходила из старообрядческой семьи купцов Осиповых. Всего в семье было шестеро сыновей и шестеро дочерей.
Учился в Московском университете. Скульптурой начал заниматься с 1905 года, во время своей учёбы в частной школе В. Н. Мешкова, где преподавал С. Т. Коненков. С коненковым он был знаком ещё с тех времён, когда то учился в Московском училище живописи, ваяния и зодчества. В 1906—1908 годах И. Ф. Рахманов работал в мастерской у Андреева с группой учеников, позднее — самостоятельно, в мастерской которая находилась в Хлебном переулке.
В 1910 году впервые принимает участие в выставке общества «Московский салон».
В 1912 году Рахманов вместе с Коненковым, скрипачом Анатолием Францевичем Микули и музыкантом и художником Василием Ивановичем Денисовым совершили поездку в Грецию, Египет и Италию.
В 1925 году участвовал в выставке группы художников «Объединённое искусство», открытой в Москве в Государственном историческом музее.
И. Ф. Рахманов был одним из учредителей Московского профессионального союза скульпторов-художников и Общество русских скульпторов (ОРС), где был членом правления и казначеем; Рахманов был участником Второй (работа «Пролетарский Гимн»), Третьей (работа «Муза-Комсомолка») и Четвёртой выставок скульптуры ОРС. Также он был членом президиума Московского областного союза советских скульпторов.
В январе 1927 года И. Ф. Рахманов составил список своих скульптурных работ:
- Голова женщины (1910)
- Фигура стоящего мальчика (1909, гипс)
- Фигура сидящего мальчика (1909, гипс)
- Голова мальчика (частное собрание; 1912, мрамор)
- Голова женщины (частное собрание; 1912, мрамор)
- Голова старика (частное собрание; 1912, мрамор)
- Группа «Любовь» (частное собрание; 1912, мрамор)
- Египтянки (1912, дерево)
- Автопортрет (1913, камень)
- Воспоминание (1914, мрамор)
- Портрет сестры (1914, камень)
- Бюст Яна Гуса (вестибюль Московского университета; 1915, гипс)
- Купидон: фигура ребёнка (1915, камень)
- Голова девушки (1916, бронза)
- Проект памятника Софье Перовской на Миусской площади (1918, гипс)[1]
- Цитатная доска с портретом П. А. Кропоткина (1918, гипс)
- Пугачевский бунт: эскиз (1920, гипс)
- Материнство (1922—1924, мрамор)
- Головка ребёнка (1924, гипс)
- Голова девочки: Катя (1925, гипс)
- Моя сестра (1925, мрамор)
- Александр Блок (1925, мрамор)
- Модели для терракоты: жница, женская фигура, девочка с ребёнком, Иван-царевич (1925, глина)

В 1927 году он выполнил бронзовый барельеф «Пролетарский гимн», который был впервые показан 10 апреля на 2-й выставке скульптуры «Общества русских скульпторов». В 1928 году он оказался в Усть-Сысольске — в составе скульптурной коллекции Д. Т. Яновича.
В числе работ И. Ф. Рахманова: рельефные фризы («Целебная сила природы») на здании поликлиники Наркомтяжпрома в Китайгородском проезде; доска с барельефным изображением П. А. Кропоткина и его цитатой «Обществу, где труд будет свободным, нечего бояться тунеядцев» в одой из ниш Малого театра со стороны Театрального проезда; рельеф «Наука помогает быть здоровым» на воротах поликлиники автозавода им. Молотова в Нижнем Новгороде.
В феврале 1947 года в Московском Союзе художников прошла единственная персональная выставка И. Ф. Рахманова, на которой было представлено его 22 живописных, графических и скульптурных произведения.
Умер в 1957 году. Похоронен на Рогожском кладбище.